# Borneostekelvarken
Het borneostekelvarken (Hystrix crassispinis)  is een zoogdier uit de familie van de stekelvarkens van de Oude Wereld (Hystricidae). De wetenschappelijke naam van de soort werd voor het eerst geldig gepubliceerd door Günther in 1877.

## Voorkomen
De soort komt voor op Borneo.